# Котушева къща
Котушевата къща (на македонска литературна норма: Куќа на Коле Котуше) е възрожденска къща в град Охрид, Северна Македония. Сградата е обявена за значимо културно наследство на Република Македония.

## История
Къщата е разположена във Вароша, на улица „Цар Самуил“ № 59 (алтернативна номерация 55 или 67). Построена е в XIX век и е сред няколкото напълно запазени оригинални възрожденски къщи в Охрид. Принадлежала е на Коле Котуше.

## Архитектура
Първоначално къщата е била с приземие и два етажа, като вторият се е използвал за училище. По-късно той е разрушен вероятно заради нарушена стабилност на сградата. Приземието и етажът са напълно запазени с изключение на функционалните изменения в интериора. Главният вход е от улица „Цар Самуил“, а помощният – от сокака на запад през затворения двор от южната страна. Фасадата на къщата е характерна със своите полукръгли прозорци с дървени капаци – отличителна черта само на тази охридска къща. Градежът е типичен за времето в Охрид – избата и приземието са каменни, етажът е с паянтова конструкция, междуетажната и покривната конструкция са дървени, а покривът е с турски керемиди. Подовете и таваните са дъсчени, с изключение на пода в избата, който е с калдаръм. Преградните стени са дървени. В приземието има коридор, кухня и стая, а на етажа три стаи, едната от които чардак, по-късно затворен и превърнат в стая за живеене. Фасадата е с оригиналните дървени обшивки около прозорците и на етажа е боядисана със синьо.